# Sudbin
Sudbin je priimek več oseb:
- Jevgenij Sudbin, ruski pianist
- Pavel Ivanovič Sudbin, sovjetski general